# Campeonato Mundial de Ginástica Acrobática de 1994
O 11º Campeonato Mundial de Ginástica Acrobática foi organizado pela Federação Internacional de Ginástica nos dias 28 a 30 de novembro de 1994, em Pequim, na China. Foram disputados 21 eventos nas categorias feminino, masculino e misto.

## Resultados

### Saltos acrobáticos masculinos
Os resultados finais foram os seguintes.
Geral
| Posição           | Ginasta          | Nacionalidade | Pontos |
| ----------------- | ---------------- | ------------- | ------ |
| Medalha de ouro   | A. Khryzhanovsky | Rússia        |        |
| Medalha de prata  | Chen Bo          | China         |        |
| Medalha de bronze | Y. Pedorenko     | Ucrânia       |        |

Primeiro exercício
| Posição           | Ginasta          | Nacionalidade | Pontos |
| ----------------- | ---------------- | ------------- | ------ |
| Medalha de ouro   | A. Khryzhanovsky | Rússia        |        |
| Medalha de prata  | Y. Pedorenko     | Ucrânia       |        |
| Medalha de bronze | Chen Bo          | China         |        |

Segundo exercício
| Posição           | Ginasta          | Nacionalidade | Pontos |
| ----------------- | ---------------- | ------------- | ------ |
| Medalha de ouro   | A. Khryzhanovsky | Rússia        |        |
| Medalha de prata  | Chen Bo          | China         |        |
| Medalha de bronze | Y. Pedorenko     | Ucrânia       |        |

### Pares masculinos
Os resultados finais foram os seguintes.
Geral
| Posição          | Equipe                | Nacionalidade | Pontos |
| ---------------- | --------------------- | ------------- | ------ |
| Medalha de ouro  | Chao Fensu, Huang Hai | China         |        |
| Medalha de prata | Latchkov, Vladev      | Bulgária      |        |
| Medalha de prata | Nychyporuk, Rudenko   | Ucrânia       |        |

Primeiro exercício
| Posição          | Equipe                | Nacionalidade | Pontos |
| ---------------- | --------------------- | ------------- | ------ |
| Medalha de ouro  | Chao Fensu, Huang Hai | China         |        |
| Medalha de prata | Latchkov, Vladev      | Bulgária      |        |
| Medalha de prata | Nychyporuk, Rudenko   | Ucrânia       |        |

Segundo exercício
| Posição          | Equipe                | Nacionalidade | Pontos |
| ---------------- | --------------------- | ------------- | ------ |
| Medalha de ouro  | Chao Fensu, Huang Hai | China         |        |
| Medalha de prata | Latchkov, Vladev      | Bulgária      |        |
| Medalha de prata | Nychyporuk, Rudenko   | Ucrânia       |        |

### Grupo masculino
Os resultados finais foram os seguintes.
Geral
| Posição           | Equipe                                        | Nacionalidade | Pontos |
| ----------------- | --------------------------------------------- | ------------- | ------ |
| Medalha de ouro   | Han Chen, Xu Wu, Yan Jianguang, Huang Yongjun | China         |        |
| Medalha de prata  | Zakherenke, Okhshu, Sidorenko, Polishak       | Ucrânia       |        |
| Medalha de bronze | Nikolov, Georgiev, Nikolov, Vasiliev          | Bulgária      |        |

Primeiro exercício
| Posição           | Equipe                                        | Nacionalidade | Pontos |
| ----------------- | --------------------------------------------- | ------------- | ------ |
| Medalha de ouro   | Han Chen, Xu Wu, Yan Jianguang, Huang Yongjun | China         |        |
| Medalha de prata  | Zakherenke, Okhshu, Sidorenko, Polishak       | Ucrânia       |        |
| Medalha de bronze | Seifullaev, Lychkin, Lychkin, Shahbazzade     | Azerbaijão    |        |

Segundo exercício
| Posição           | Equipe                                        | Nacionalidade | Pontos |
| ----------------- | --------------------------------------------- | ------------- | ------ |
| Medalha de ouro   | Han Chen, Xu Wu, Yan Jianguang, Huang Yongjun | China         |        |
| Medalha de prata  | Menzhega, Kirpichev, Vyacheslav, Volodin      | Rússia        |        |
| Medalha de bronze | Zakherenke, Okhshu, Sidorenko, Polishak       | Ucrânia       |        |
| Medalha de bronze | Nikolov, Georgiev, Nikolov, Vasiliev          | Bulgária      |        |

### Saltos acrobáticos femininos
Os resultados finais foram os seguintes.
Geral
| Posição           | Ginasta     | Nacionalidade | Pontos |
| ----------------- | ----------- | ------------- | ------ |
| Medalha de ouro   | T. Panivan  | Rússia        |        |
| Medalha de prata  | C. Robert   | França        |        |
| Medalha de bronze | E. Chabenko | Ucrânia       |        |

Primeiro exercício
| Posição           | Ginasta     | Nacionalidade | Pontos |
| ----------------- | ----------- | ------------- | ------ |
| Medalha de ouro   | T. Panivan  | Rússia        |        |
| Medalha de prata  | C. Robert   | França        |        |
| Medalha de bronze | T. Morozova | Bielorrússia  |        |

Segundo exercício
| Posição           | Ginasta      | Nacionalidade | Pontos |
| ----------------- | ------------ | ------------- | ------ |
| Medalha de ouro   | T. Panivan   | Rússia        |        |
| Medalha de prata  | C. Robert    | França        |        |
| Medalha de bronze | N. Proseniuk | Ucrânia       |        |

### Pares femininos
Os resultados finais foram os seguintes.
Geral
| Posição           | Equipe                             | Nacionalidade | Pontos |
| ----------------- | ---------------------------------- | ------------- | ------ |
| Medalha de ouro   | Chen Mei, Liang Haiqiong           | China         |        |
| Medalha de prata  | Antipova, Redkovolosova            | Ucrânia       |        |
| Medalha de bronze | Sakowska, Fijolek                  | Polónia       |        |
| Medalha de bronze | Irina Payutova, Lyudmila Vinnikova | Rússia        |        |

Primeiro exercício
| Posição           | Equipe                   | Nacionalidade | Pontos |
| ----------------- | ------------------------ | ------------- | ------ |
| Medalha de ouro   | Chen Mei, Liang Haiqiong | China         |        |
| Medalha de prata  | Antipova, Redkovolosova  | Ucrânia       |        |
| Medalha de bronze | Sakowska, Fijolek        | Polónia       |        |

Segundo exercício
| Posição           | Equipe                             | Nacionalidade | Pontos |
| ----------------- | ---------------------------------- | ------------- | ------ |
| Medalha de ouro   | Antipova, Redkovolosova            | Ucrânia       |        |
| Medalha de prata  | Chen Mei, Liang Haiqiong           | China         |        |
| Medalha de bronze | Irina Payutova, Lyudmila Vinnikova | Rússia        |        |

### Grupo feminino
Os resultados finais foram os seguintes.
Geral
| Posição           | Equipe                            | Nacionalidade | Pontos |
| ----------------- | --------------------------------- | ------------- | ------ |
| Medalha de ouro   | Ji Ziaolu, Zhou Dan, Wang Ju      | China         |        |
| Medalha de ouro   | Kushu, Korogod, Suvorova          | Rússia        |        |
| Medalha de bronze | Petrova, Pankova, Ivanova         | Bulgária      |        |
| Medalha de bronze | Chmielewska, Mrozowicz, Pawliszyn | Polónia       |        |

Primeiro exercício
| Posição           | Equipe                            | Nacionalidade | Pontos |
| ----------------- | --------------------------------- | ------------- | ------ |
| Medalha de ouro   | Ji Ziaolu, Zhou Dan, Wang Ju      | China         |        |
| Medalha de ouro   | Kushu, Korogod, Suvorova          | Rússia        |        |
| Medalha de bronze | Chmielewska, Mrozowicz, Pawliszyn | Polónia       |        |

Segundo exercício
| Posição           | Equipe                       | Nacionalidade | Pontos |
| ----------------- | ---------------------------- | ------------- | ------ |
| Medalha de ouro   | Ji Ziaolu, Zhou Dan, Wang Ju | China         |        |
| Medalha de ouro   | Kushu, Korogod, Suvorova     | Rússia        |        |
| Medalha de bronze | Petrova, Pankova, Ivanova    | Bulgária      |        |

### Pares mistos
Os resultados finais foram os seguintes.
Geral
| Posição           | Equipe                  | Nacionalidade | Pontos |
| ----------------- | ----------------------- | ------------- | ------ |
| Medalha de ouro   | Guan Bei, Jia Jianzhong | China         |        |
| Medalha de prata  | Todorova, Katzov        | Bulgária      |        |
| Medalha de bronze | Yasenko, Knyaev         | Rússia        |        |

Primeiro exercício
| Posição           | Equipe                  | Nacionalidade | Pontos |
| ----------------- | ----------------------- | ------------- | ------ |
| Medalha de ouro   | Guan Bei, Jia Jianzhong | China         |        |
| Medalha de prata  | Todorova, Katzov        | Bulgária      |        |
| Medalha de bronze | Yasenko, Knyaev         | Rússia        |        |

Segundo exercício
| Posição           | Equipe                  | Nacionalidade | Pontos |
| ----------------- | ----------------------- | ------------- | ------ |
| Medalha de ouro   | Guan Bei, Jia Jianzhong | China         |        |
| Medalha de prata  | Todorova, Katzov        | Bulgária      |        |
| Medalha de bronze | Wilcox, Barton          | Grã-Bretanha  |        |